# Persone di cognome Lloyd
| Questa pagina contiene informazioni ricavate automaticamente dalle voci biografiche con l'ausilio del template Bio e di un bot. L'aggiornamento è periodico e automatico e ricostruisce completamente la pagina. Se manca una persona in questa lista, sei pregato di non aggiungerla, ma accertati piuttosto che la sua voce biografica contenga il template Bio e che i dati anagrafici siano correttamente compilati. Se il template Bio manca, inseriscilo tu stesso o, in alternativa, metti l'avviso {{tmp\|Bio}} che ne segnala la mancanza. Se i dati riportati sono sbagliati, correggi direttamente la voce biografica; le modifiche saranno visibili in questa lista entro pochi giorni. Per chiarimenti vedi il progetto antroponimi. La lista contiene solo le 79 persone che sono citate nell'enciclopedia e per le quali è stato implementato correttamente il template Bio. Pagina aggiornata al 7 ago 2025. |

Questa è una lista di persone presenti nell'enciclopedia che hanno il cognome Lloyd, suddivise per attività principale.

## Allenatori di calcio(1)
- Barry Lloyd, allenatore di calcio e calciatore inglese (Hillingdon, n. 1949 - Brighton, † 2024)

## Allenatori di pallacanestro(1)
- Tommy Lloyd, allenatore di pallacanestro statunitense (Kelso, n. 1974)

## Archeologi(1)
- Seton Lloyd, archeologo britannico (Birmingham, n. 1902 - Faringdon, † 1996)

## Attori(9)
- Christopher Lloyd, attore statunitense (Stamford, n. 1938)
- Danny Lloyd, attore statunitense (Chicago, n. 1972)
- George Lloyd, attore statunitense (Edinburg, n. 1892 - Los Angeles, † 1967)
- Harold Lloyd, attore, regista e produttore cinematografico statunitense (Burchard, n. 1893 - Beverly Hills, † 1971)
- Harry Lloyd, attore britannico (Londra, n. 1983)
- Jake Lloyd, attore statunitense (Fort Collins, n. 1989)
- John Bedford Lloyd, attore statunitense (New Haven, n. 1956)
- Norman Lloyd, attore, produttore televisivo e regista statunitense (Jersey City, n. 1914 - Los Angeles, † 2021)
- William Lloyd, attore inglese (n. 1851 - † 1928)

## Attrici(6)
- Doris Lloyd, attrice inglese (Liverpool, n. 1896 - Santa Barbara, † 1968)
- Emily Lloyd, attrice britannica (Londra, n. 1970)
- Kathleen Lloyd, attrice statunitense (Santa Clara, n. 1948)
- Kristolyn Lloyd, attrice statunitense (Houston, n. 1985)
- Sabrina Lloyd, attrice statunitense (Fairfax, n. 1970)
- Jessica Raine, attrice britannica (Eardisley, n. 1982)

## Bassi(1)
- Robert Lloyd, basso inglese (Southend-on-Sea, n. 1940)

## Biologi(1)
- Francis Ernest Lloyd, biologo e botanico inglese (Manchester, n. 1868 - Carmel-by-the-Sea, † 1947)

## Calciatori(2)
- Brian Lloyd, ex calciatore gallese (St Asaph, n. 1948)
- Larry Lloyd, calciatore e allenatore di calcio inglese (Bristol, n. 1948 - Nottingham, † 2024)

## Calciatrici(1)
- Carli Lloyd, ex calciatrice statunitense (Delran Township, n. 1982)

## Canottieri(1)
- Alexander Lloyd, canottiere australiano (Darlinghurst, n. 1990)

## Cantanti(2)
- Cher Lloyd, cantante britannica (Malvern, n. 1993)
- Marie Lloyd, cantante e attrice teatrale inglese (n. 1870 - † 1922)

## Cestiste(1)
- Andrea Lloyd, ex cestista statunitense (Moscow, n. 1965)

## Cestisti(7)
- Bill Lloyd, cestista statunitense (Brooklyn, n. 1915 - Akron, † 1972)
- Bobby Lloyd, ex cestista statunitense (Upper Darby, n. 1946)
- Chuck Lloyd, ex cestista statunitense (Arlington Heights, n. 1947)
- Earl Lloyd, cestista e allenatore di pallacanestro statunitense (Alexandria, n. 1928 - Crossville, † 2015)
- Lewis Lloyd, cestista statunitense (Filadelfia, n. 1959 - † 2019)
- Nigel Lloyd, ex cestista, allenatore di pallacanestro e dirigente sportivo barbadiano (n. 1961)
- Scott Lloyd, ex cestista e allenatore di pallacanestro statunitense (Chicago, n. 1952)

## Chitarristi(1)
- Richard Lloyd, chitarrista statunitense (Pittsburgh, n. 1951)

## Ciclisti su strada(2)
- Dave Lloyd, ex ciclista su strada, pistard e mountain biker britannico (Oswestry, n. 1949)
- Matthew Lloyd, ex ciclista su strada australiano (Melbourne, n. 1983)

## Direttori della fotografia(1)
- Walt Lloyd, direttore della fotografia statunitense (Atlanta, n. 1950)

## Economisti(1)
- Henry Lloyd, economista e militare britannico (n. 1720 - l'Aia, † 1783)

## Editori(1)
- Edward Lloyd, editore, imprenditore e inventore britannico (Thornton Heath, n. 1815 - Londra, † 1890)

## Farmacologi(1)
- John Uri Lloyd, farmacologo e scrittore statunitense (n. 1849 - † 1936)

## Fisici(2)
- Humphrey Lloyd, fisico irlandese (Dublino, n. 1800 - † 1881)
- Seth Lloyd, fisico e informatico statunitense (n. 1960)

## Fumettisti(1)
- David Lloyd, fumettista inglese (Enfield, n. 1950)

## Giocatori di baseball(1)
- John Henry Lloyd, giocatore di baseball statunitense (Palatka, n. 1884 - Atlantic City, † 1964)

## Giocatori di football americano(3)
- Devin Lloyd, giocatore di football americano statunitense (Kansas City, n. 1998)
- Jeff Lloyd, ex giocatore di football americano statunitense (St. Marys, n. 1954)
- MarShawn Lloyd, giocatore di football americano statunitense (Wilmington, n. 2001)

## Imprenditori(1)
- Edward Lloyd, imprenditore britannico (Canterbury, n. 1648 - Londra, † 1713)

## Ingegneri(1)
- Philip Lloyd, ingegnere e insegnante britannico (Sheffield, n. 1936 - Città del Capo, † 2018)

## Modelle(2)
- Danielle Lloyd, modella britannica (Liverpool, n. 1983)
- Sue Lloyd, modella, attrice e ballerina britannica (Aldeburgh, n. 1939 - Londra, † 2011)

## Pallavoliste(1)
- Carli Lloyd, pallavolista statunitense (Fallbrook, n. 1989)

## Pittori(1)
- Llewelyn Lloyd, pittore italiano (Livorno, n. 1879 - Firenze, † 1949)

## Poeti(2)
- Charles Lloyd, poeta inglese (Birmingham, n. 1775 - nei pressi di Versailles, † 1839)
- Lodovick Lloyd, poeta gallese (n. 1573 - † 1610)

## Politiche(1)
- Marilyn Lloyd, politica statunitense (Fort Smith, n. 1929 - Chattanooga, † 2018)

## Politici(1)
- Tony Lloyd, politico britannico (Stretford, n. 1950 - Manchester, † 2024)

## Presbiteri(1)
- John Lloyd, presbitero gallese (Brecknockshire, n. 1630 - Cardiff, † 1679)

## Pugili(1)
- Jimmy Lloyd, pugile britannico (Liverpool, n. 1939 - Skelmersdale, † 2013)

## Registe(1)
- Phyllida Lloyd, regista cinematografica e regista teatrale britannica (Bristol, n. 1957)

## Registi(1)
- Frank Lloyd, regista, sceneggiatore e produttore cinematografico scozzese (Glasgow, n. 1886 - Santa Monica, † 1960)

## Registi teatrali(1)
- Jamie Lloyd, regista teatrale britannico (Poole, n. 1980)

## Sassofonisti(1)
- Charles Lloyd, sassofonista e compositore statunitense (Memphis, n. 1938)

## Sceneggiatori(1)
- Christopher Lloyd, sceneggiatore e produttore televisivo statunitense (Waterbury, n. 1960)

## Schermidori(1)
- John Emrys Lloyd, schermidore britannico (Edmonton, n. 1905 - Henley-on-Thames, † 1987)

## Sciatori alpini(1)
- Kenny Lloyd, ex sciatore alpino statunitense (n. 1935)

## Scrittrici(1)
- Constance Lloyd, scrittrice e giornalista britannica (Dublino, n. 1859 - Genova, † 1898)

## Storici(2)
- Goffrey E. R. Lloyd, storico britannico (Swansea, n. 1933)
- John Edward Lloyd, storico gallese (n. 1861 - † 1947)

## Tennisti(3)
- David Lloyd, ex tennista britannico (Leigh-on-Sea, n. 1948)
- John Lloyd, ex tennista britannico (Leigh-on-Sea, n. 1954)
- William Lloyd, ex tennista australiano (Sydney, n. 1949)

## Tenori(1)
- Edward Lloyd, tenore inglese (Londra, n. 1845 - Worthing, † 1927)

## Velociste(2)
- Joella Lloyd, velocista antiguo-barbudana (St. John's, n. 2002)
- Shereefa Lloyd, velocista giamaicana (Clarendon, n. 1982)

## Wrestler(2)
- Justin Gabriel, wrestler sudafricano (Città del Capo, n. 1981)
- Ray Lloyd, wrestler, artista marziale e attore statunitense (Brunswick, n. 1964)

## Senza attività specificata(1)
- John Lloyd, allenatore di rugby a 15 e ex rugbista a 15 gallese (Pontycymmer, n. 1943)